# Centrale a biomasse

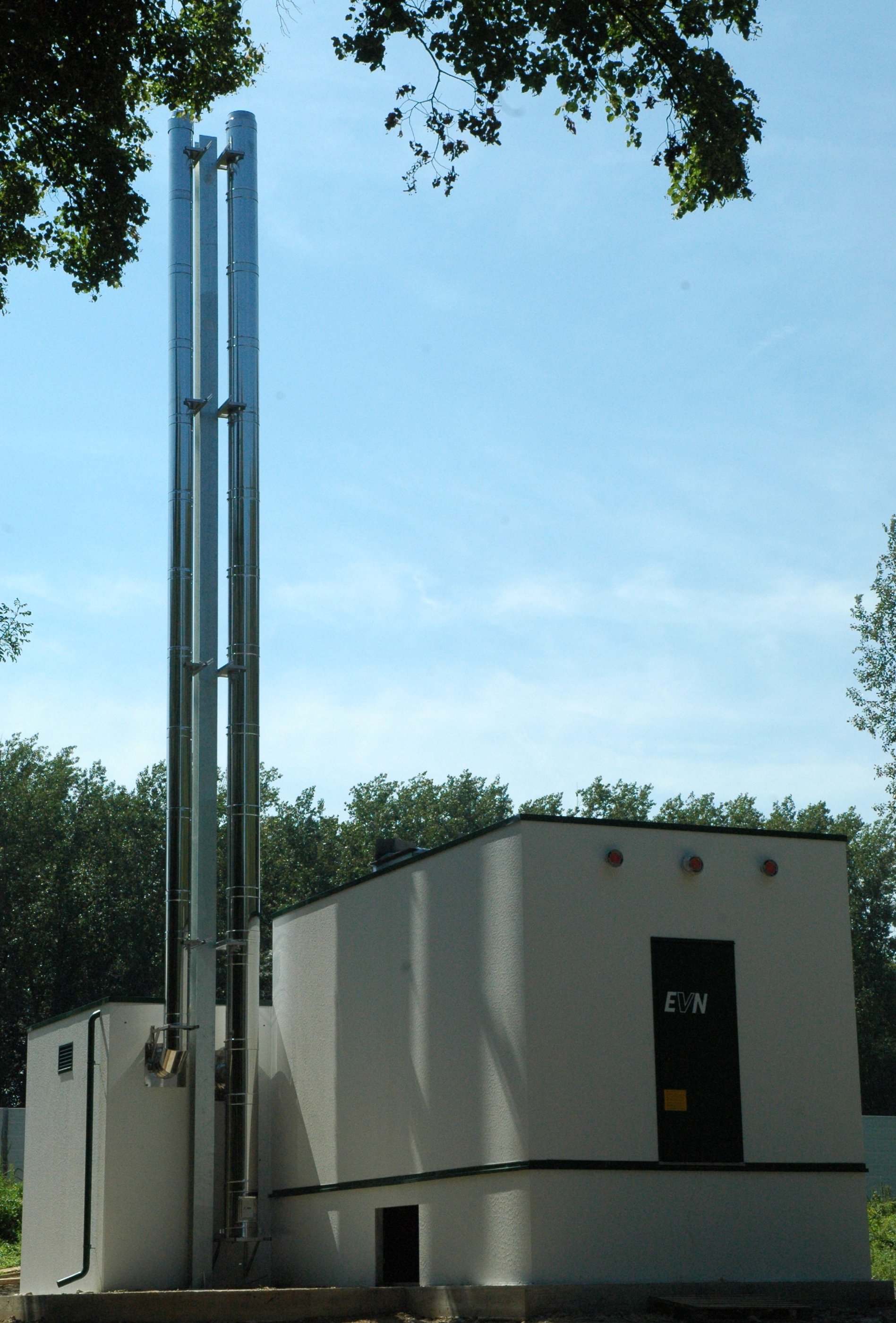
Centrale a biomassa di piccola taglia (1000 kW) nel paesino di Spillern, in Bassa Austria

Una centrale a biomasse è un tipo di centrale elettrica che utilizza l'energia rinnovabile ricavabile dalle biomasse estraendola attraverso diverse tecniche: l'energia può essere ottenuta sia per combustione diretta delle biomasse, mediante particolari procedimenti tendenti a migliorare l'efficienza, sia mediante pirolisi, sia mediante estrazione di gas di sintesi  tramite gassificazione.
Il termine biomassa definisce qualsiasi materia organica (cioè derivata dal processo di fotosintesi clorofilliana) con esclusione dei combustibili fossili e delle plastiche di origine petrolchimica. Questa definizione raggruppa una varietà estremamente eterogenea di materiali: può trattarsi, ad esempio, di cascami dell'industria, di residui di lavorazioni agricole e forestali, di legname da ardere, di scarti dell'industria agroalimentare, di sterco e reflui degli allevamenti, di oli vegetali, rifiuti urbani, ma anche specie vegetali coltivate allo scopo, come il pioppo, il miscanto, o altre essenze e specie a crescita rapida e di facile coltivazione, adatte allo scopo.

## Storia

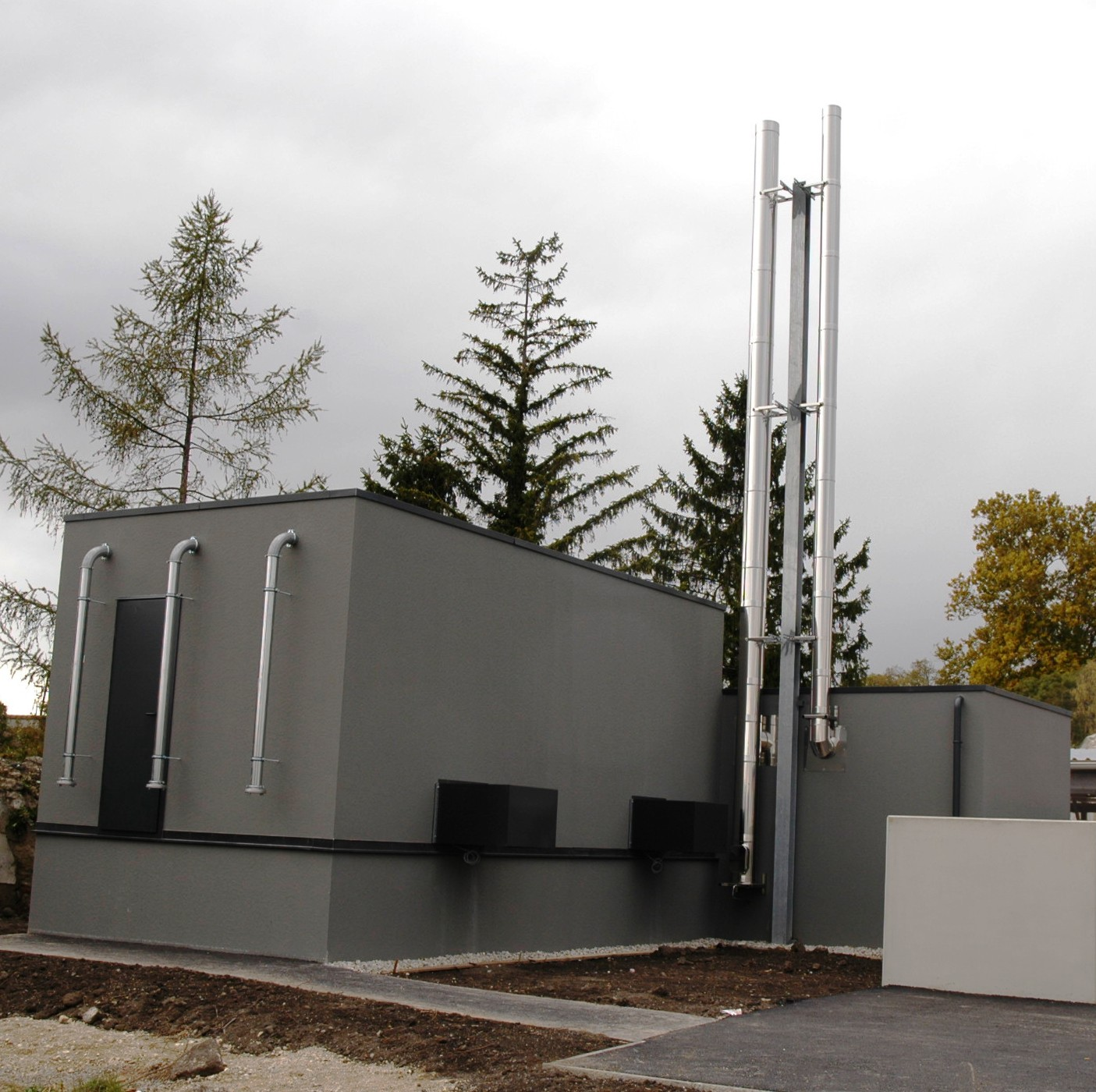
Impianto a pellet da 300 kW in Bassa Austria.

Da un punto di vista storico, prima dell'uso delle energie fossili in quantità significative, è stata la biomassa, in forma di legna da ardere, che ha fornito all'umanità buona parte dell'energia necessaria al proprio sostentamento. Solo quando l'umanità ha scoperto la comodità d'uso del carbone e di altre fonti fossili, queste hanno potuto dare un contributo fondamentale all'evoluzione e allo sviluppo umano, relegando l'energia da4edr biomasse a un ruolo più marginale. Questa situazione ha fatto sì che, nel primo decennio del XXI secolo, i combustibili fossili hanno il compito di assicurare una quota pari circa l'85% di tutta l'energia utilizzata sul pianeta Terra.
L'interesse per l'energia da biomasse è stato risvegliato dai problemi di sostenibilità ambientale ed economica legati alla quantità dei giacimenti di combustibili fossili disponibili (come giacimenti di petrolio, di altri idrocarburi, di carbone) e dai problemi di instabilità geopolitica derivanti dalla loro disomogenea distribuzione sul pianeta.

### Diffusione e linee di tendenza
Sono quindi esigenze legate alla sostenibilità ambientale dei fabbisogni energetici nazionali a far sì che la produzione di energia elettrica da centrali a biomasse sia in aumento in molte realtà economiche: in Italia (dati disponibili al 2006) ammonta a circa 2500 megawatt (erano 1200 MW di energia elettrica nel 2002, secondo dati AIEA, mentre una precedente stima dello stesso organismo internazionale, riferita al 1995, ne aveva valutato l'apporto energetico in un miliardo di tonnellata equivalente di petrolio), prodotti prevalentemente dalla combustione del legno, dei rifiuti e del biogas. In altre nazioni, come Germania, Austria, Danimarca, Spagna, lo sfruttamento delle centrali a biomasse è molto più intenso, anche per effetto di legislazioni più favorevoli a questa forma di produzione.
Il ritardo dell'Italia rispetto alla situazione di altri paesi europei si deve anche al fatto che l'installazione di centrali a biomasse deve fronteggiare un peculiare atteggiamento dell'opinione pubblica, che, a differenza di quanto avviene in altre regioni d'Europa, manifesta una crescente e diffusa ostilità all'utilizzo di fonti rinnovabili di energia, con il proliferare di comitati civici che si mobilitano in opposizione e a ogni di installazione di centrali eoliche, solari, a biomasse. Risulta difficile, per le amministrazioni locali cui è affidata la scelta, elaborare una valutazione in cui i vantaggi-benefici e gli svantaggi-costi trascendono la dimensione locale e investono la "comunità nella sua interezza".
Dati pubblicati nel 2005 dall'Agenzia internazionale dell'energia, relativi alla situazione dei consumi mondiali nel 2002, danno ad esempio una produzione più che tripla, rispetto a quella italiana nello stesso periodo (1200 MW), in paesi come la Germania (3800 MW), la Spagna (3900 MW), il Regno Unito (3900 MW). Altissima, sempre secondo i dati del 2002, è poi la produzione della Danimarca: il suo valore nominale, 1200 MW, seppur paragonabile a quello italiano in valore assoluto, deve essere proporzionato sulla base di una popolazione quasi dodici volte inferiore.

## Vantaggi

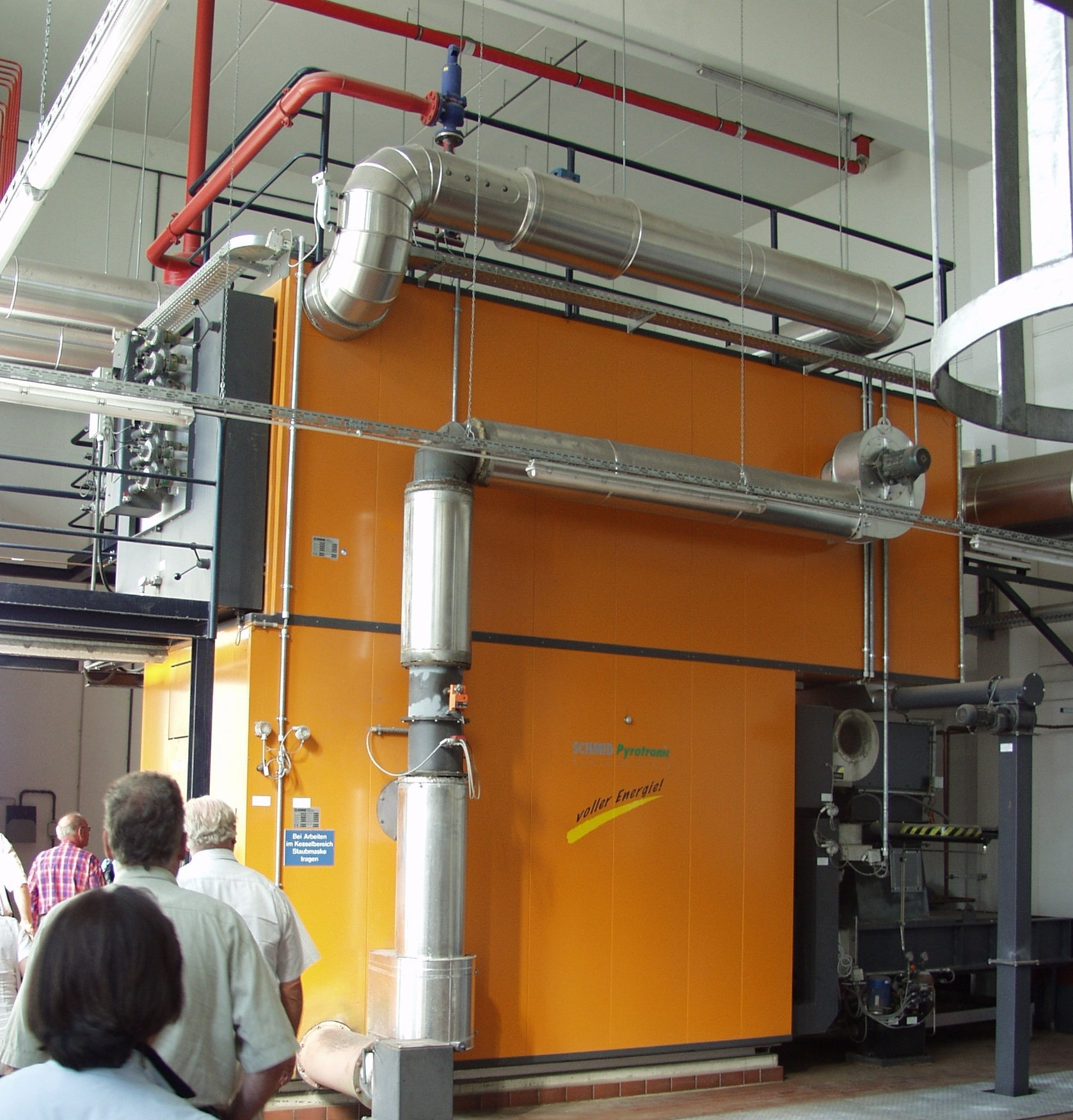
Centrale da 2 MW, alimentata a trucioli di legno, a Lubecca

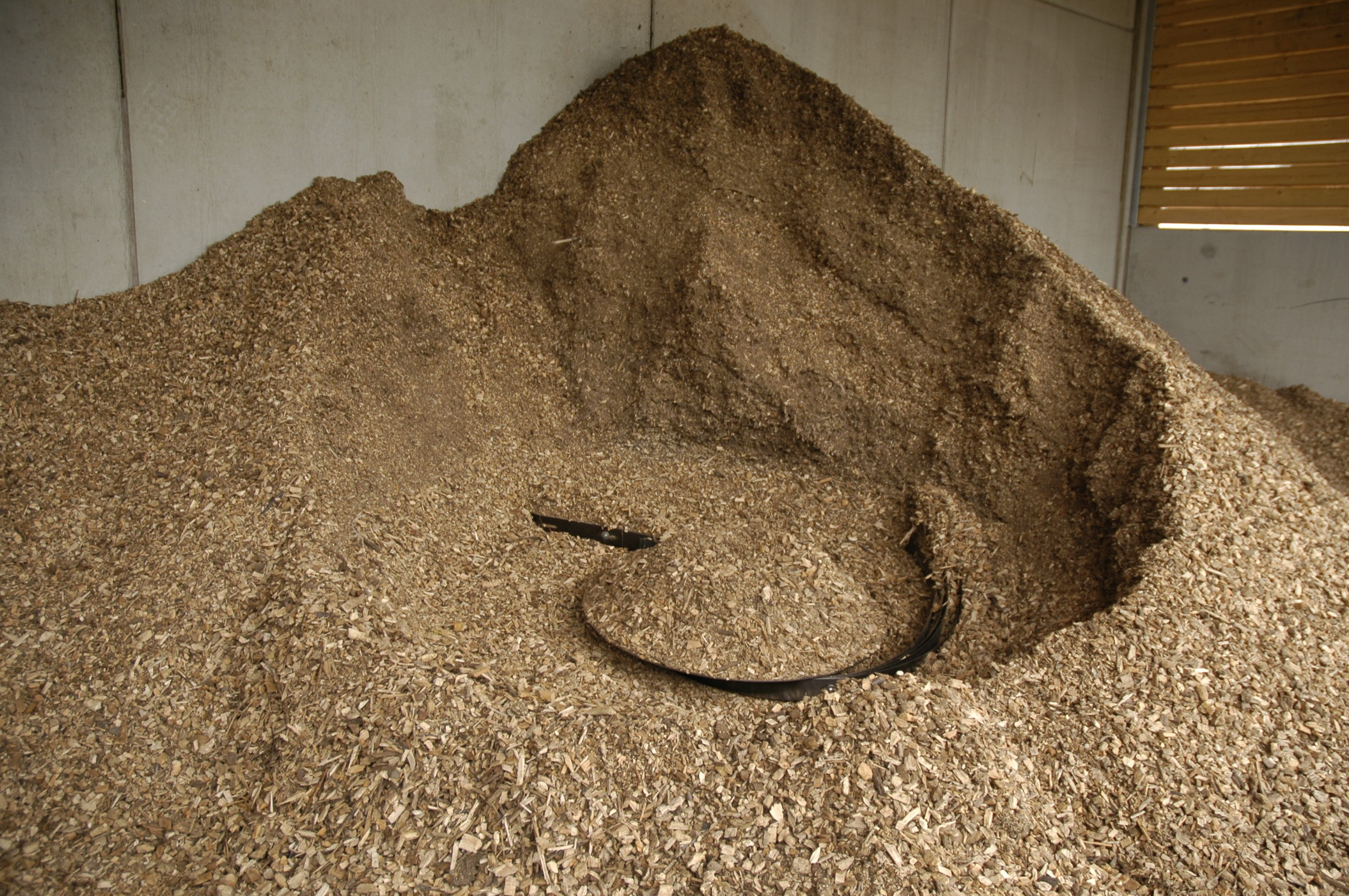
Catasta di cippato in una centrale della EVN (Energieversorgung Niederösterreich), in Bassa Austria.

L'utilizzo delle centrali a biomasse comporta diversi vantaggi, sia rispetto alle fonti fossili, sia rispetto all'uso di sorgenti rinnovabili di altro tipo. I vantaggi riguardano le emissioni di CO2 e gli aspetti economici.

### Concentrazioni del carbonio in atmosfera
Per quanto riguarda le implicazioni ambientali, quella prodotta dalle biomasse è un'energia rinnovabile. Uno dei vantaggi di questa modalità di produzione dell'energia elettrica è che essa si basa sull'utilizzo di scarti agricoli, industriali e urbani, anziché sull'uso di derivati del petrolio. L'utilizzo energetico di biomasse ha un effetto positivo sull'ambiente, poiché il carbonio contenuto nella biomassa fa parte del ciclo naturale del carbonio e non incrementa, a lungo termine, la concentrazione di anidride carbonica nell'atmosfera, a differenza del consumo di combustibili fossili e derivati, come olio combustibile, carbon fossile o gas naturale, normalmente impiegati nelle centrali termoelettriche. Per questo motivo, l'energia da biomasse risolve «...in modo brillante il problema dell'aumento di CO2 nell'atmosfera», con riflessi positivi sul contenimento della porzione di riscaldamento globale per effetto serra attribuibile ai gas serra sprigionati dall'uso di combustibili fossili.

### Vantaggi rispetto ad altre energie rinnovabili
L'energia da biomasse ha risolto due dei fondamentali problemi che affliggono altre forme di energia rinnovabile, come quella solare e quella eolica: la difficoltà di stoccaggio e la discontinuità nell'erogazione:
- Stoccaggio dell'energia: il risultato può essere agevolmente raggiunto mediante il semplice stoccaggio del combustibile, in maniera analoga a quanto avviene con i combustibili fossili[7].
- Continuità di erogazione: l'energia da biomasse è regolabile a piacimento e può essere interrotta in ogni momento[2], al pari delle energie da fonti fossili[7].
- Semplicità tecnologica e riduzione dei costi: rispetto ad altri impianti a energie rinnovabili (idroelettrico, solare termico, impianto fotovoltaico, eolico, geotermoelettrico), le centrali a biomasse necessitano di tecnologie poco sofisticate e di più agevole reperibilità, accessibili anche a paesi a basso sviluppo tecnologico[4]. Inoltre, e anche per questo motivo, la messa in opera di impianti di tale tipo richiede investimenti di dimensioni piuttosto ridotte rispetto ad altri delle fonti rinnovabili citate[4].
- Risoluzione del problema rifiuti. La combustione delle biomasse come fonte di energia riduce anche notevolmente il problema della destinazione dei rifiuti, di cui le biomasse destinate alla combustione sono anche composte, evitando le sgradevoli e nocive discariche o la combustione dei medesimi fine a sé stessa: in sostanza i rifiuti vengono sì bruciati, ma almeno così contribuiscono alla fornitura di energia elettrica.

### Efficienza ed emissioni

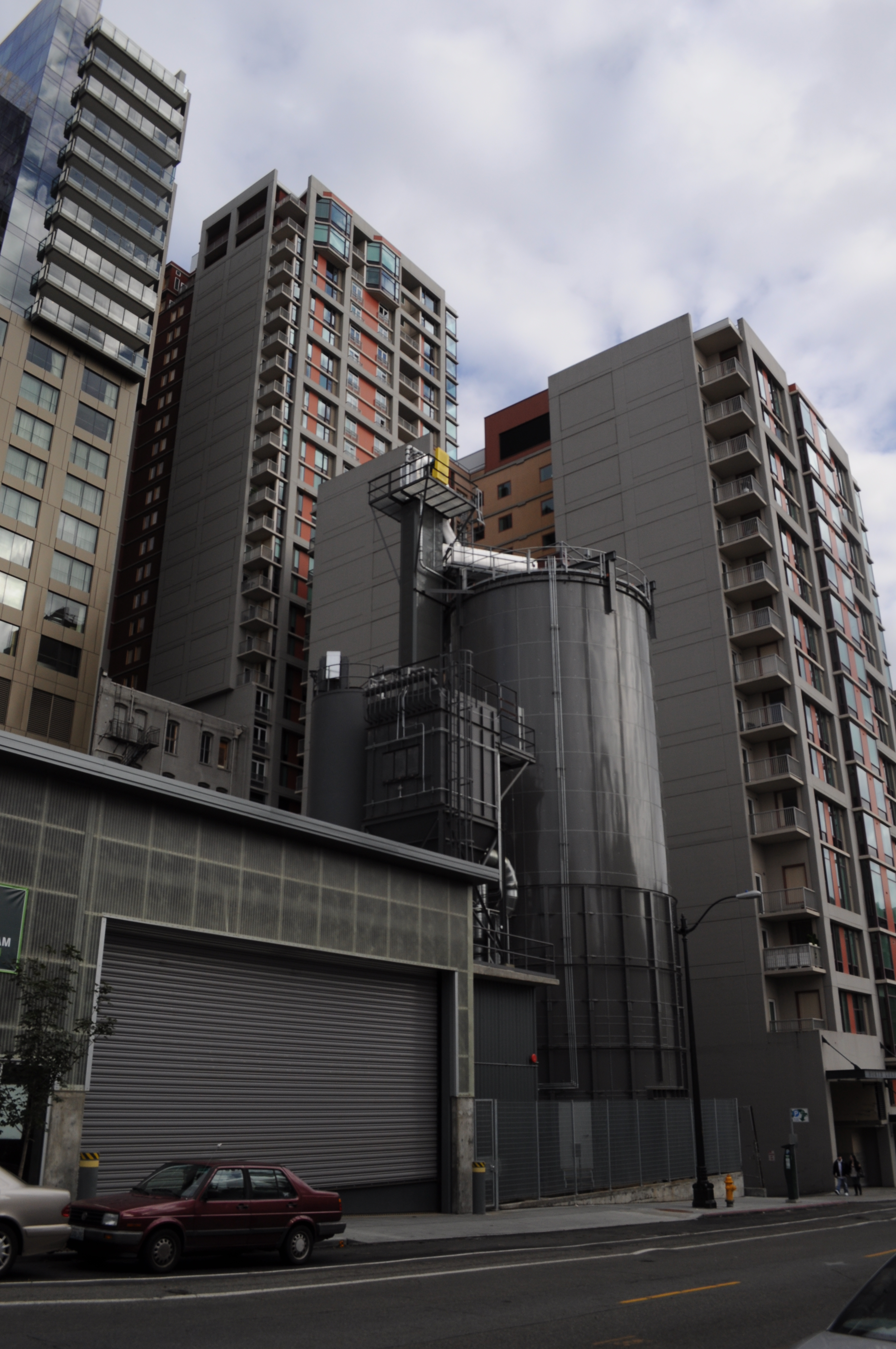
Centrale in ambiente urbano, nella Western Avenue di Seattle

La generazione di energia da biomasse può raggiungere un'efficienza molto alta, con valori che dipendono dalla tecnologia di combustione utilizzata: essa raggiunge il 90% con la cosiddetta "tecnica a letto fluido", sviluppata, in origine (anni sessanta del Novecento), per una più efficace combustione del carbone, e riadattata per le biomasse.
L'efficienza può essere ulteriormente migliorata sfruttando una delle qualità delle centrali a biomasse: la continuità di erogazione di energia. Questa infatti favorisce un ulteriore vantaggio, la possibilità di usare le centrali per la cogenerazione di energia termica da destinare al teleriscaldamento di ambienti domestici (si tratta dello sfruttamento del calore generato durante il processo, che altrimenti andrebbe disperso: questa possibilità è sfruttata ad esempio nel 60% delle centrali installate in Italia, secondo dati disponibili al 2006). Tale vantaggio (cogenerazione energia e calore per uso di riscaldamento domestico) tuttavia vale anche per le centrali funzionanti a combustibili fossili.
Al pari di ogni processo di combustione, quello che avviene nelle centrali a biomasse introduce fattori di inquinamento nell'aria: monossido di carbonio, NOx, composti organici volatili (COV), particolati e altri inquinanti. Tali effetti sono tuttavia fortemente ridimensionati (tra l'85 e il 90%) dalle tecnologie ad alta efficienza utilizzate nella combustione, idonee a prevenire e a ridurre sostanzialmente le emissioni indesiderate, grazie soprattutto a un basso eccesso d'aria (tra il 15 e il 20%) e alla temperatura di combustione di circa 850 °C. 
La combustione di legna produce notevoli quantità di specie tossiche, tra cui gli idrocarburi policiclici aromatici, in quantità notevolmente superiori rispetto alla combustione di gas naturale.
Solo nel caso di impianti non dotati di tecnologie idonee, le emissioni di inquinanti in atmosfera potrebbero attestarsi su livelli superiori rispetto alla produzione di energia elettrica con l'utilizzo di carbone o petrolio.

### Approvvigionamento della biomassa

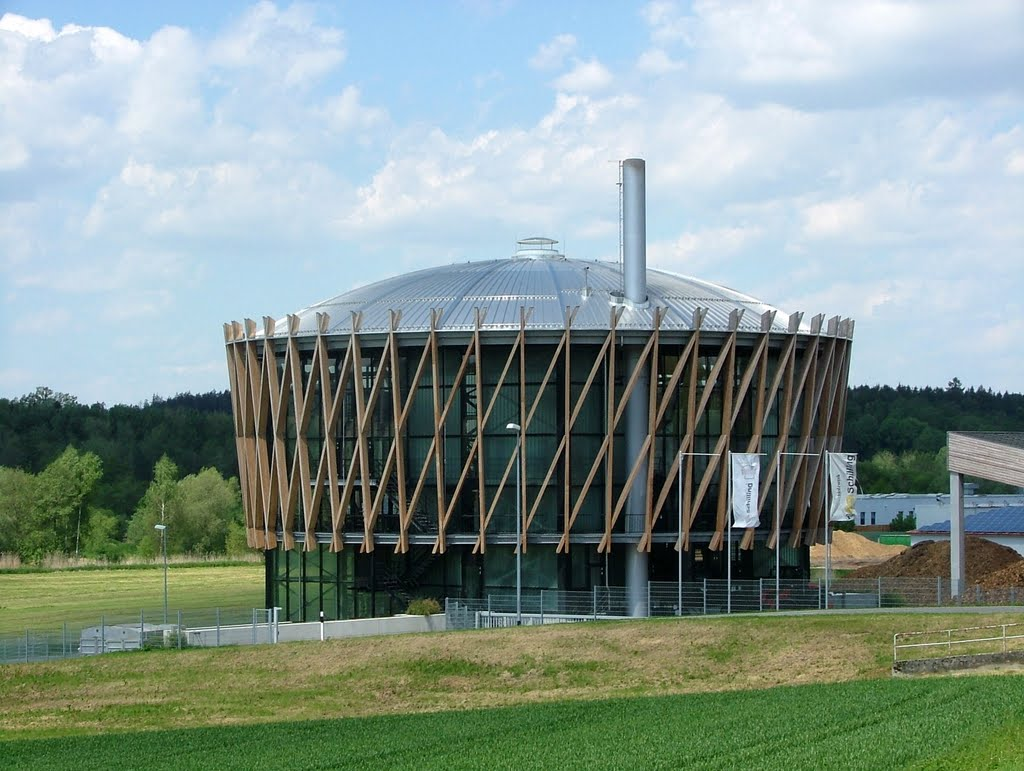
Centrale di Schwendi, nel Baden-Württemberg, disegnata da Matteo Thun.

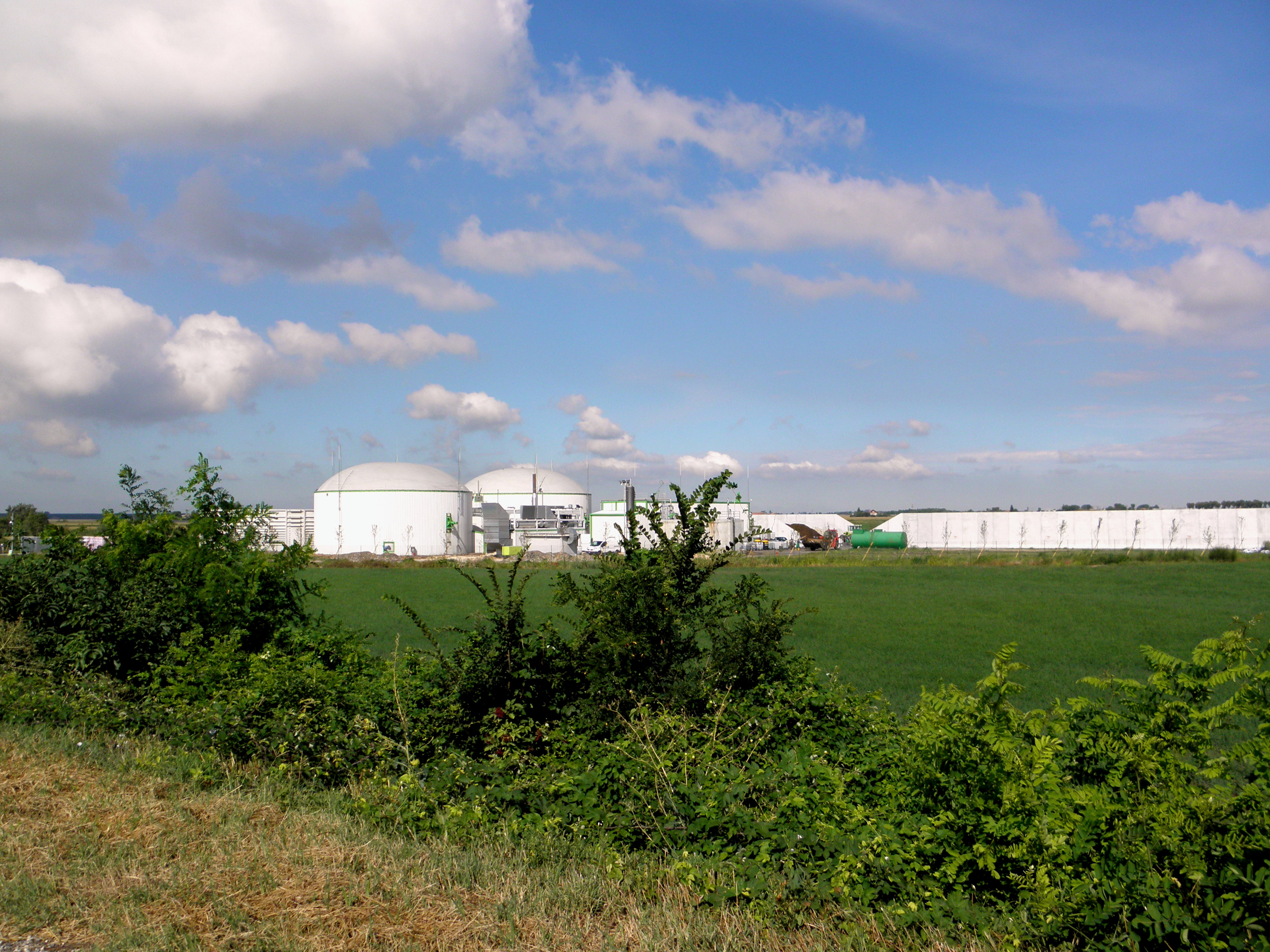
Centrale a biomasse in provincia di Rovigo.

Uno dei pregi delle centrali da biomasse è costituito dalla possibilità di rivolgersi a materie prime e a risorse di scarto comunemente disponibili in ogni territorio a livello globale, senza dover far affidamento su coltivazioni specializzate e senza sottrarre quindi estensioni utili all'agricoltura di base, potendo avvantaggiarsi invece dell'uso di terreni incolti o di superfici agrarie di scarso valore produttivo. 
Ad esempio, uno studio del 1997 ha stimato, per il sistema industriale italiano, una potenzialità produttiva di biomasse di scarto in circa 65 milioni di tonnellate per anno. Le tipologie di biomasse considerate nella stima di questo volume di produzione sono tali da non sottrarre terreni all'agricoltura: biomasse da boschi (esclusa la legna da ardere), biomasse da residui agricoli (come la paglia) e da scarti agro-industriali, residui arborei (potature), coltivazioni in set-aside e in terreni marginali. A queste quantità va poi aggiunto il volume annuo delle deiezioni animali, stimate in circa 130 milioni di tonnellate. L'impatto ecologico dell'approvvigionamento di combustibile destinato a una centrale a biomasse dev'essere valutato in rapporto alla lunghezza della filiera di approvvigionamento e alla disponibilità in loco di materia prima.
È possibile, peraltro, anche servirsi di piantagioni apposite, gestite secondo criteri forestali responsabili e sostenibili, con la coltivazione di alberi a crescita rapida e politiche di Short Rotation Forestry.
Grazie alla distribuzione delle fonti su tutto il globo terrestre, e al fatto di far parte "di tradizioni e culture locali", il reperimento di biomasse non è soggetto agli ingenti problemi geopolitici che affliggono, invece, l'approvvigionamento di combustibili fossili, causati dalla diseguale distribuzione delle risorse fossili sulla crosta terrestre. Inoltre, l'approvvigionamento in loco, senza importazione, non si riflette in modo negativo sugli equilibri della bilancia dei pagamenti e non ingenera quegli inestricabili nodi geopolitici legati alla dipendenza energetica dall'estero, situazione problematica per la sovranità e la sicurezza nazionale.
Altra ricaduta positiva riguarda i tassi di occupazione, poiché la più equa distribuzione delle fonti dà la possibilità di impiegare manodopera locale (qualora la produzione di biomasse avvenga in loco).

### Sicurezza della rete elettrica
Al pari di altri impianti di piccole dimensioni dispersi in vari punti del territorio (eolico, microeolico, solare, idroelettrico e microidroelettrico, energia mareomotrice),  la produzione di energie attraverso centrali a biomasse, in genere di taglia molto ridotta rispetto alle tradizionali centrali industriali, contribuisce alla graduale creazione di un'architettura infrastrutturale di generazione distribuita dell'energia elettrica basata sulle cosiddette smart grid ("griglia intelligente"). La progressiva transizione verso un'architettura di rete del genere è perseguita dalle linee guida della politica energetica dell'Unione europea, descritte (all'interno dell'iniziativa Framework Programmes for Research and Technological Development) nella Smart Grid European Technology Platform, che prevedono l'abbandono del tradizionale paradigma del "controllo centralizzato e del flusso unidirezionale", in funzione dell'implementazione e sviluppo di una rete infrastrutturale intelligente attraversata da flussi omnidirezionali di energia attraverso i nodi di una griglia che integra, al suo interno,  produzione, flussi energetici, sistema informativo e sistema di controllo, in modo da ottimizzare gestione e controllo, e ottenere una maggior sicurezza, ed evitare criticità e black-out i cui onerosissimi costi incidono in modo pesantissimo sull'intero sistema economico (una stima, secondo dati disponibili nel 2007, valuta in 70-120 miliardi di dollari il costo annuo per la sola economia statunitense) .

## Svantaggi
Rispetto a quelli fossili, i combustibili da biomasse hanno un basso potere calorifico specifico (bassa densità energetica). Ad esempio, con riferimento alla sostanza secca, il potere calorifico specifico si aggira intorno a 4500 kcal/kg per la bagassa, a 4200 per il pioppo e il salice, a circa 4100 per la paglia e per gli scarti del legno, e a solo 2500 per i rifiuti solidi urbani. Questi dati vanno confrontati con il potere calorifico più che doppio che sono in grado di esprimere le fonti fossili: ben 10000 kcal/kg per il petrolio e 12000 per il gas naturale.
Inoltre, le biomasse si segnalano per un alto tasso di umidità residua (dal 30 al 50% in peso), che comporta la necessità di trattamenti preliminari di essiccazione e densificazione prima dell'avvio a processi di combustione, pirolisi, o gassificazione.
Questo forte divario sulla quantità di calorie generabili per unità di peso (e di volume), rispetto ai tradizionali combustibili fossili, si riflette in modo negativo se si operano confronti a parità di calorie prodotte per l'utilizzo finale:
- occupazione di spazio per lo stoccaggio in tutte le fasi: lo spazio necessario a stoccare il combustibile a biomasse è molto superiore a quello necessario per i combustibili tradizionali (per questi addirittura inesistente se ci si riferisce al gas naturale, fornito da metanodotti);
- i costi di trasporto sono decisamente superiori a causa del maggior volume necessario ai mezzi di trasporto (autoveicoli industriali)
- l'inquinamento prodotto dalla combustione di gasolio da autotrazione è molto superiore per il trasporto di biomasse che per quello dei combustibili fossili;
- la raccolta del combustibile comporta una serie di fasi che richiedono dispendio di energia irrecuperabile, in particolare per la produzione di cippato dai boschi: taglio sulla/della pianta, trasporto degli sfalci, trasformazione degli sfalci, o comunque dei sottoprodotti in legno, in pezzature di dimensioni idonee alla combustione (effettuata mediante macchinari che consumano energia); sono inoltre da tenere presenti gli aspetti dell'inquinamento dovuti ai trasporti delle parti nelle varie fasi intermedie del ciclo pianta-pezzature combustibili, prima del trasporto finale alla centrale termica di utilizzo finale (tale aspetto varia a seconda dei vari tipi di biomassa utilizzati). Tale svantaggio,  per i paesi privi o quasi di risorse fossili, riguarda, naturalmente, il confronto rispetto ai combustibili fossili così come essi arrivano ai punti di raccolta (porti, oleo/metanodotti). Va tenuto conto, però, che anche per i combustibili fossili esiste un analogo irrecuperabile dispendio di energia dovuto all'estrazione nei luoghi di produzione e al trasporto fino ai luoghi di consumo.

Su larga scala, l'uso di terreni agricoli per estese coltivazioni dedicate alla produzione di biomassa può sortire l'effetto di sottrarre terreno all'agricoltura e quindi alle produzioni di valore alimentare. Al contempo, l'eventuale uso massiccio di biomasse (per es. alberi) ridurrebbe la capacità delle foreste di catturare e sequestrare la CO2 (l'anidride carbonica). Quest'ultimo problema, peraltro, può essere risolto con opportune politiche forestali e silvicolturali, attingendo da piantagioni di alberi a crescita rapida (come il pioppo) gestite mediante Short Rotation Forestry, o mediante accorte politiche sostenibili di gestione delle foreste.